# دانا غولد
دانا غولد (بالإنجليزية: Dana Jonathan Gould)‏ هو مغني وكوميدي ارتجالي وكاتب وكاتب سيناريو وممثل أمريكي، ولد في 24 أغسطس 1964 في الولايات المتحدة.

## وصلات خارجية
- دانا غولد على موقع IMDb (الإنجليزية)
- دانا غولد على موقع ألو سيني (الفرنسية)
- دانا غولد على موقع ميوزك برينز (الإنجليزية)
- دانا غولد على موقع أول موفي (الإنجليزية)
- دانا غولد على موقع قاعدة بيانات الأفلام السويدية (السويدية)
- دانا غولد على موقع ديسكوغز (الإنجليزية)
- دانا غولد على موقع قاعدة بيانات الفيلم (الإنجليزية)
- دانا غولد على موقع كينوبويسك (الروسية)